# Nesvačily (okres Beroun)
Obec Nesvačily se nachází v okrese Beroun, kraj Středočeský, asi 11 km jižně od Berouna. Žije zde 177 obyvatel.

## Historie
První písemná zmínka o obci pochází z roku 1391.

### Územněsprávní začlenění
Dějiny územněsprávního začleňování zahrnují období od roku 1850 do současnosti. V chronologickém přehledu je uvedena územně administrativní příslušnost obce v roce, kdy ke změně došlo:
- 1850 země česká, kraj Praha, politický i soudní okres Hořovice[4]
- 1855 země česká, kraj Praha, soudní okres Hořovice
- 1868 země česká, politický i soudní okres Hořovice
- 1939 země česká, Oberlandrat Plzeň, politický i soudní okres Hořovice[5]
- 1942 země česká, Oberlandrat Praha, politický okres Beroun, soudní okres Hořovice[6]
- 1945 země česká, správní i soudní okres Hořovice[7]
- 1949 Pražský kraj, okres Hořovice[8]
- 1960 Středočeský kraj, okres Beroun
- 2003 Středočeský kraj, okres Beroun, obec s rozšířenou působností Beroun

### Rok 1932
Ve vsi Nesvačily (211 obyvatel) byly v roce 1932 evidovány tyto živnosti a obchody: 2 hostince, kolář, lom, mlýn, obuvník, 2 obchody se smíšeným zbožím, trafika.

## Pamětihodnosti
- Kaplička se zvonicí na návsi

## Doprava
Dopravní síť
- Pozemní komunikace – Do obce vede silnice III. třídy.

- Železnice – Obec protíná železniční Trať 172 Zadní Třebaň - Lochovice. Je to jednokolejná regionální trať, doprava byla zahájena roku 1901. Na území obce leží železniční zastávka Nesvačily.

Veřejná doprava 2011
- Autobusová doprava – V obci měly zastávku autobusové linky Hořovice-Všeradice-Nesvačily (v pracovních dnech 3 spoje) a Běštín-Hostomice-Všeradice-Nesvačily-Řevnice (v pracovních dnech 4 spoje) (dopravce PROBO BUS, a. s.).

- Železniční doprava – Po trati 172 jezdilo v pracovních dnech 8 párů osobních vlaků, o víkendu 7 párů osobních vlaků.

## Galerie

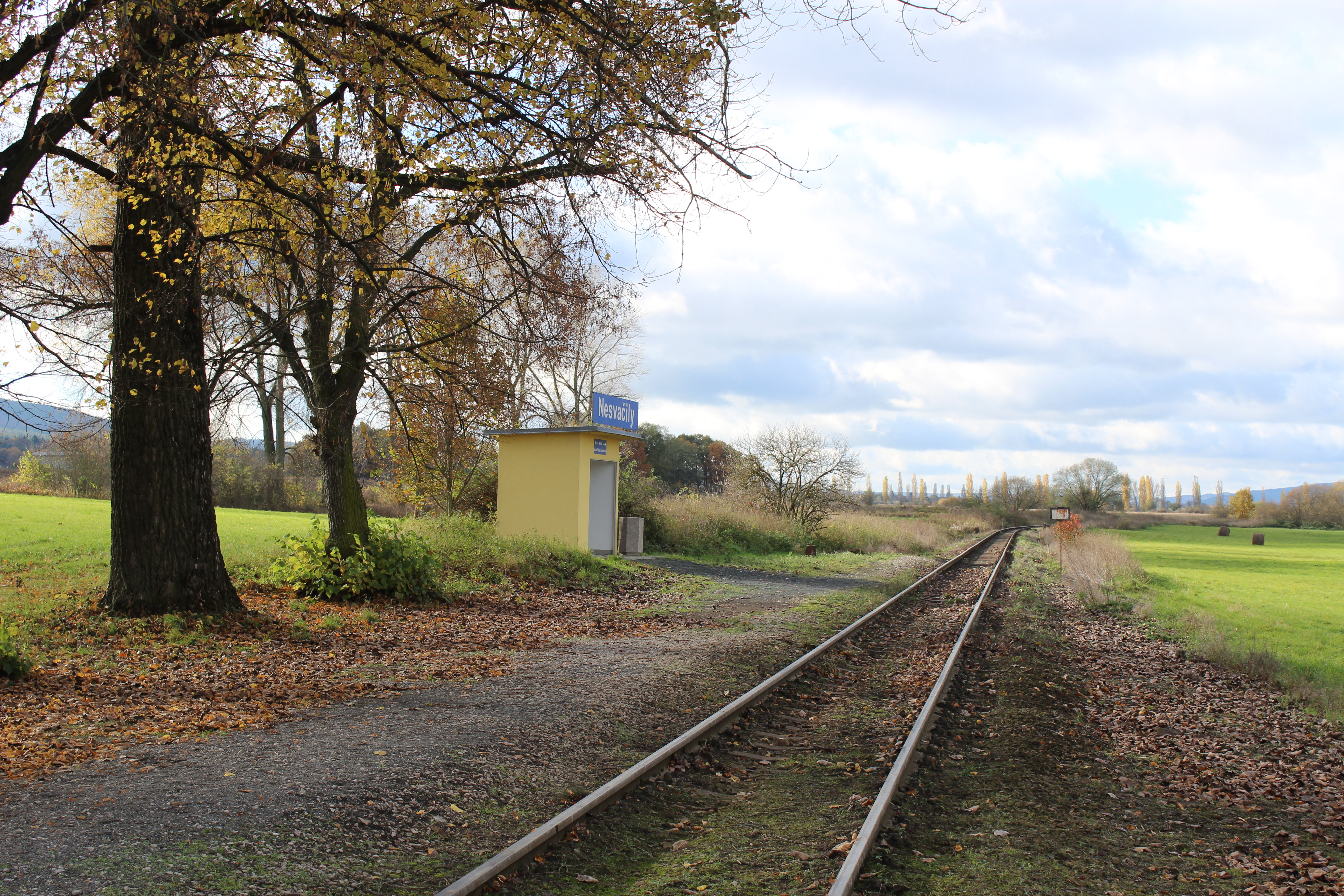
Železniční zastávka
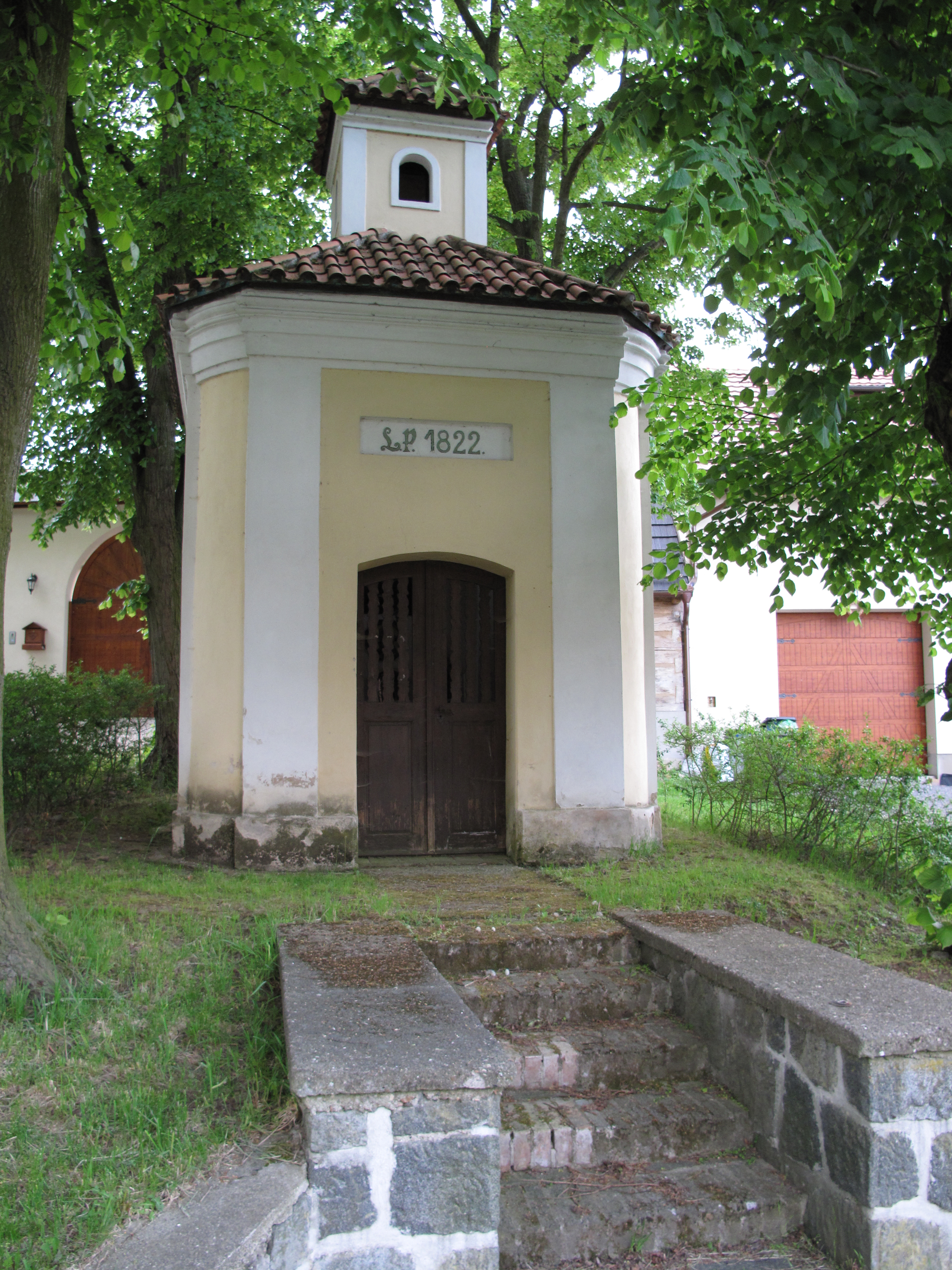
Kaplička se zvonicí
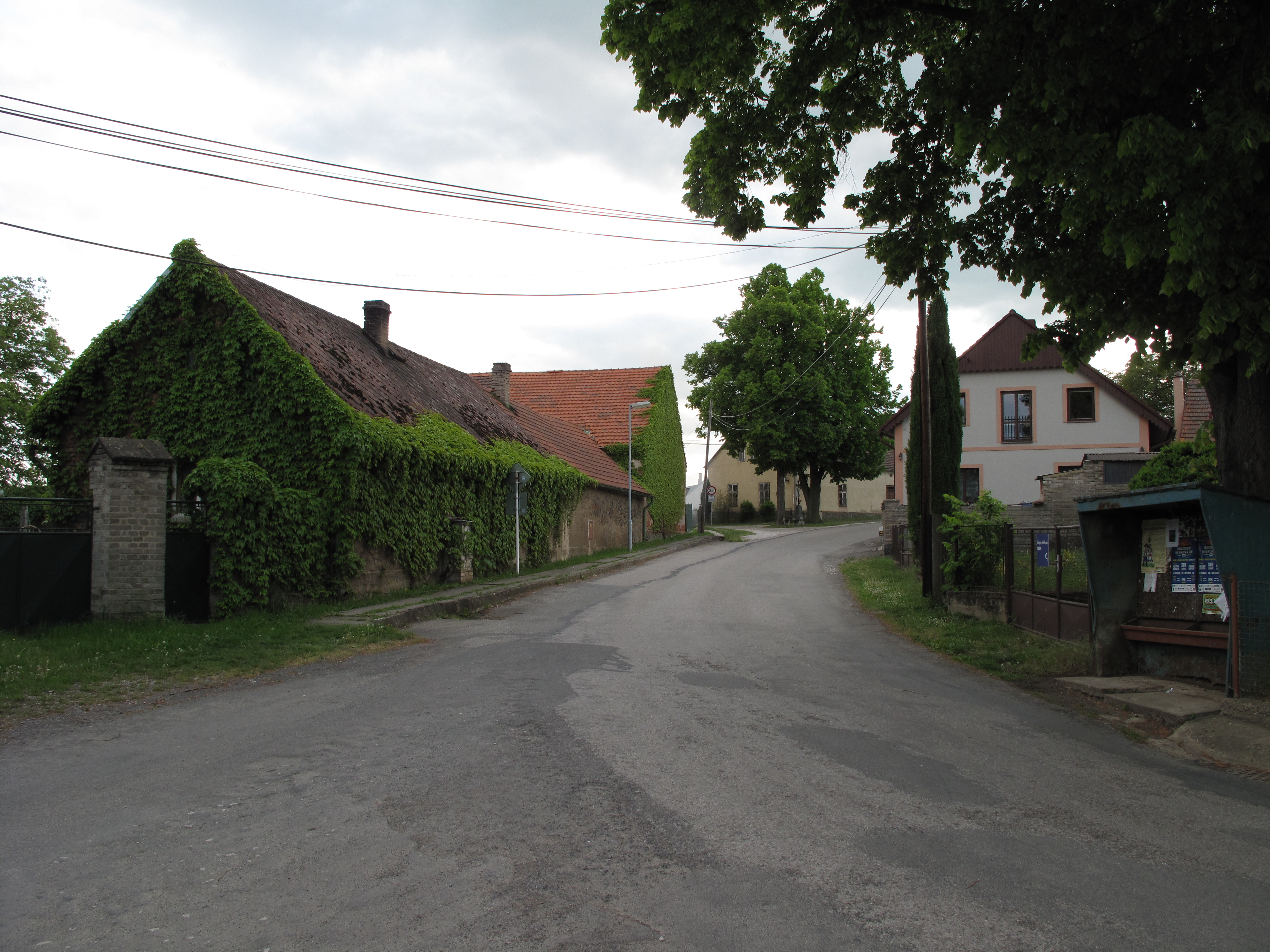
Dům na návsi
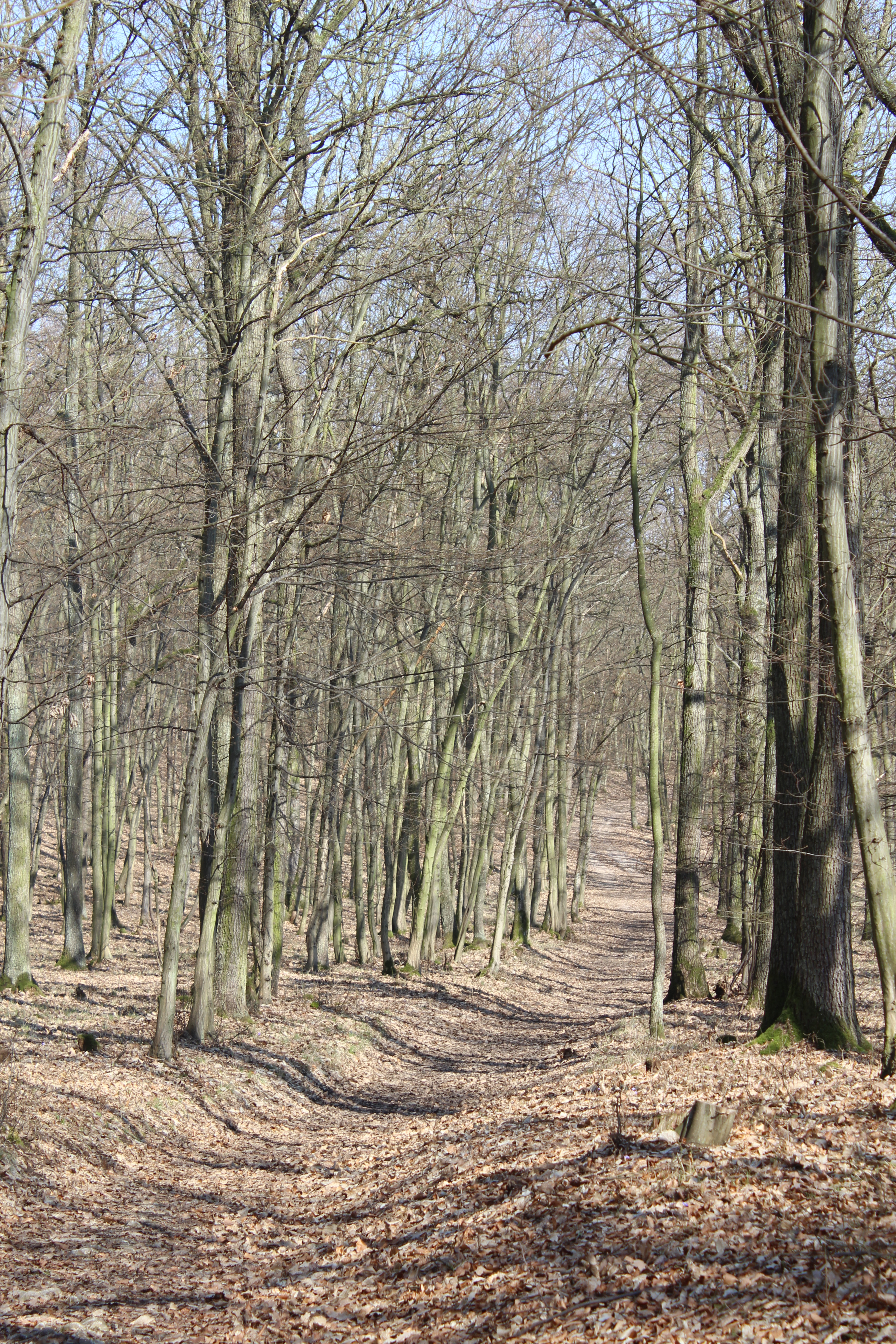
Les u vrchu Šamor
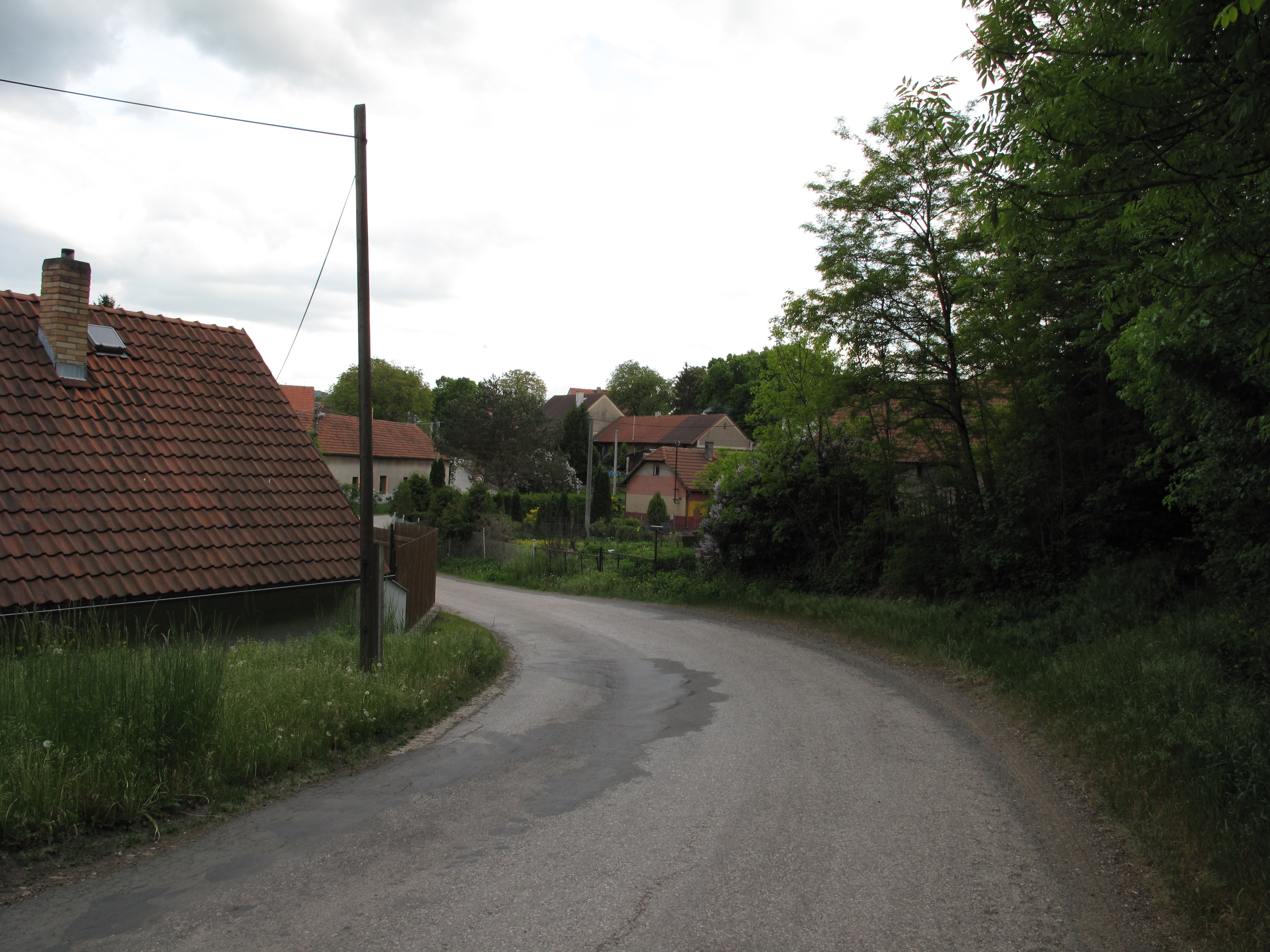
Domy za zatáčkou